# Hajah Norsiah binti Haji Abdul Gapar
Hajah Norsiah binti Haji Abdul Gapar (Seria, 24 de abril de 1952) escritora de Brunéi galardonada con el prestigioso Premio de escritores del Sudeste Asiático en 2009.
Obtuvo un máster en Química Clínica en la Universidad de Londres en 1997. 

## Obra
- Hidup Ibarat Sungai, Dewan Bahasa dan Pustaka, (DBP), 1972
- Bunga Rampai Sastera Melayu Brunei,  1984
- Puncak Bicara, 1985
- Pengabdian,  1987
- The Islamic Interpretation of ‘Tragic Hero’ in Shakespearean Tragedies, IIUM Press, 2001
- Colonial to Global: Malaysian Women’s Writing in English, 1940s-1990s, IIUM Press, 2001
- In the Art of Naming: A Muslim Woman’s Journey, 2006
- Janji kepada Inah , DBP:Brunei, 2007
- Tsunami di Hatinya, 2009.